# Brána Svobody
Brána Svobody, nazávaná také památník Železné opony a slovensky Brána Slobody či pamätník Železnej opony, je památník u soutoku řek Moravy a Dunaj. Leží na levém břehu Moravy a Dunaje v městské části Devín města Bratislava na jihozápadním Slovensku. Nachází se také pod hradem Devín v Devínské bráně v pohoří Malé Karpaty.

## Historie a popis
Památník vytvořený ze železobetonu a oceli, který byl slavnostně odhalen 17. listopadu 2005 (tj. v Den boje za svobodu a demokracii), připomíná tragické osudy některých lidí v období socialistického Československa. Byl postaven na památku smrti 400 žen a mužů, kteří se v letech 1945-1989 pokusili o útěk do Rakouska za železnou oponu a dalších pronásledovaných lidí. Brána svobody je dílem slovenského sochaře Peter Meszároš, který ji ztvárnil jako jednoduchou bílou bránu ze 3 kvádrů umístěnou na dlážděném prostranství. Na kvádrech jsou napodobeniny stop po střelbě ze střelných zbraní. Uvnitř brány je ohnutá ocelová vězeňská mříž připomínající kříž. Stavbu památníku inicioval Ústav paměti národa (Ústav pamäti národa) a Konfederace politických věznů Slovenska (Konfederácia politických väzňov Slovenska).

## Nápisy na památníku
Na památníku je ústřední nápis:
| „ | Komunistický režim postrieľal, mínami a elektrickým prúdom zabil a iným spôsobom zavraždil pri pokuse o útek cez „železnú oponu“ na československých hraniciach v rokoch 1946-1989: | Komunistický režim postřílel, minami a elektrickým proudem zabil a dalším spůsobem zavraždil při pokusu o útek přes „železnou oponu“ na československých hranicích v letech 1946-1989: | “ |

pak následuje 400 jmen zabitých osob. Na památníku jsou také další napisy.

## Další informace
Brána svobody je celoročně volně přístupná. Nachází se také na mezinárodní cyklotrase EuroVelo 13 (Iron Curtain Trail) a několika dalších turistických a cyklistických trasách. Dne 16. června 2016 zde přibyl další pomník, který je věnován knězi Antonu Srholcovi (1929–2016), Bratislava), který byl synonymem svobody, a který se roku 1951 se skupinkou kněží neúspešne pokúsil preplavat řeku Moravu. Za tento čin byl odsouzený na 12 let vězení.

## Galerie

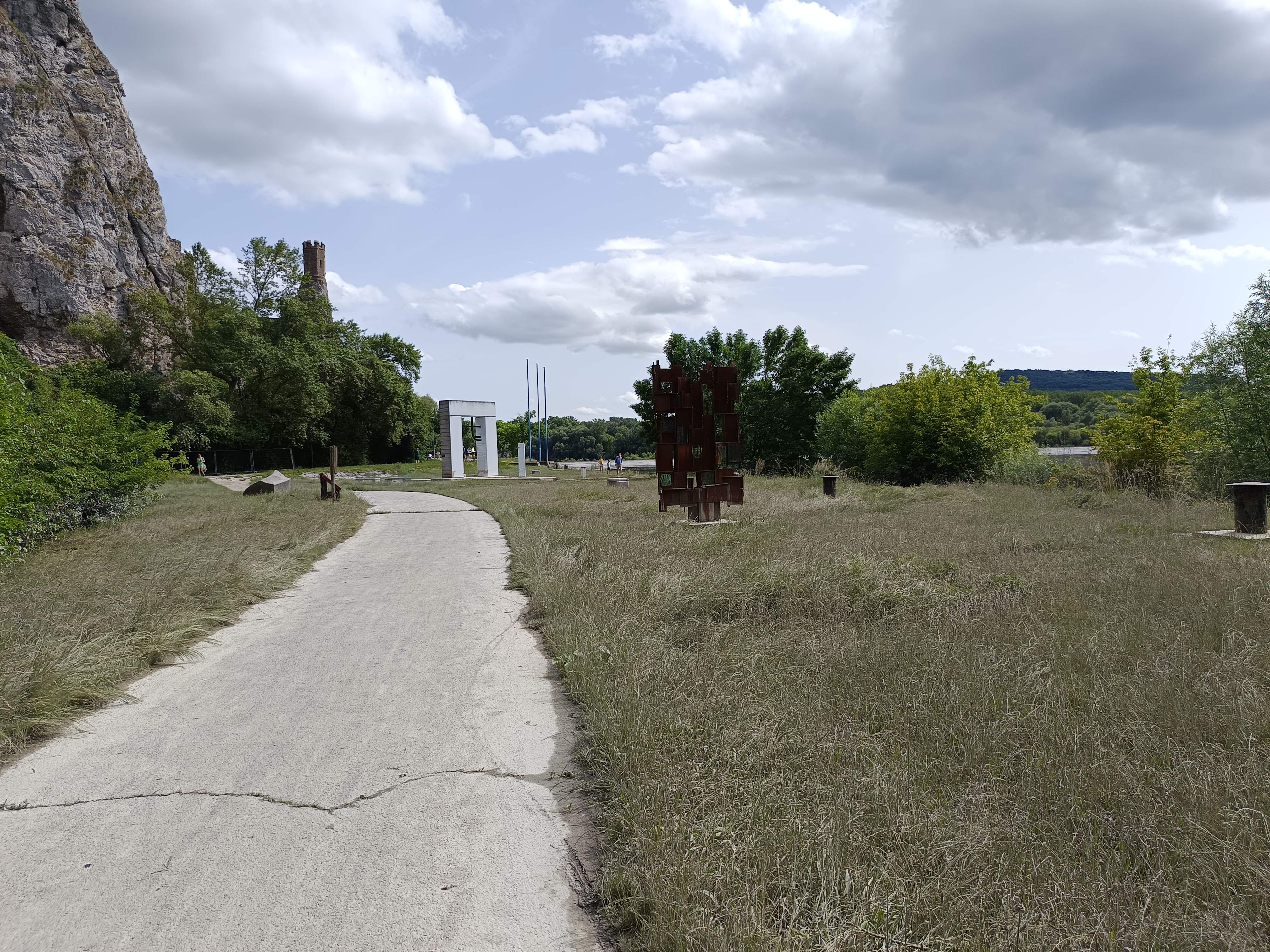
Cesta k památníku
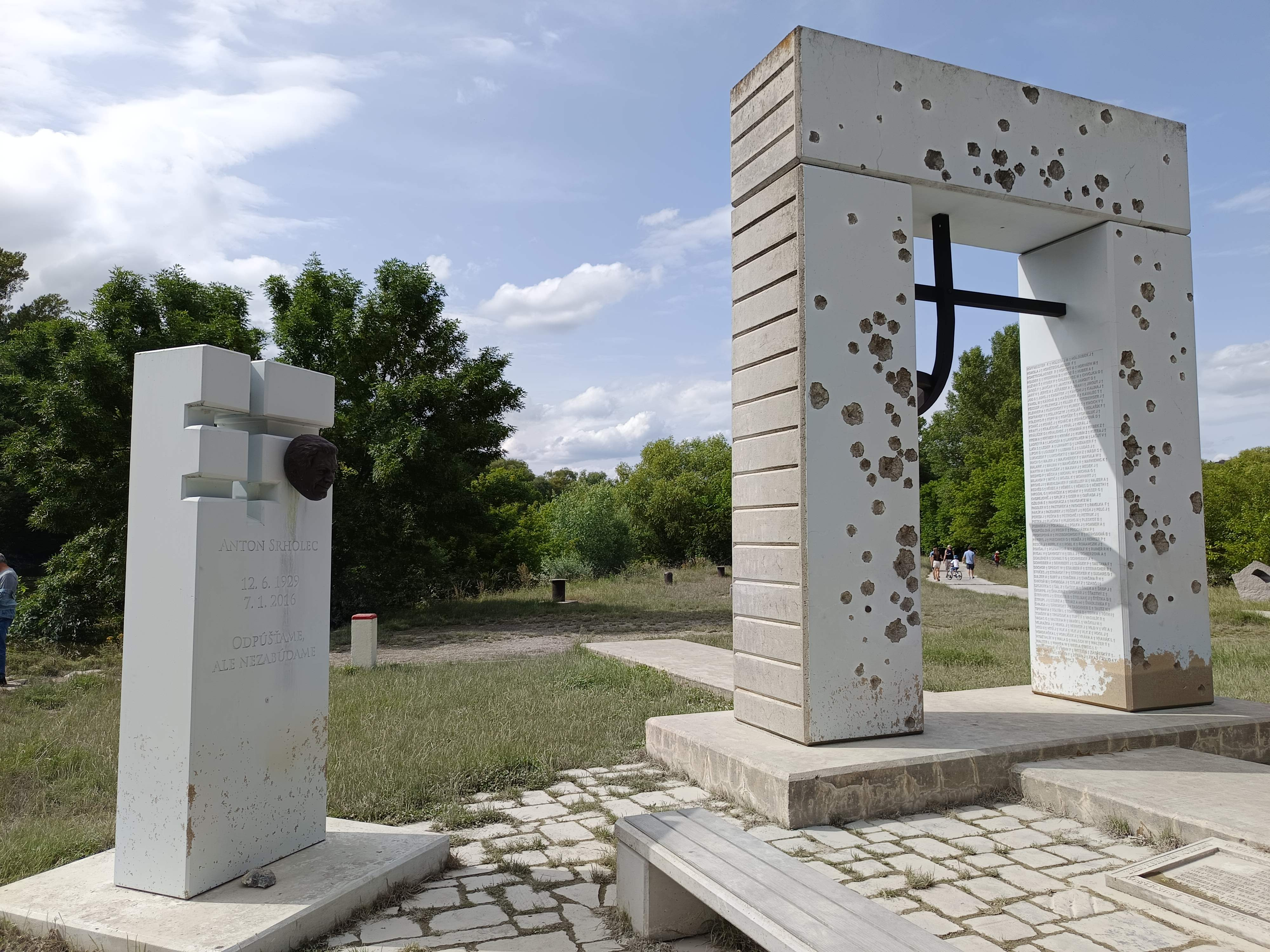
Celkový pohled na památník
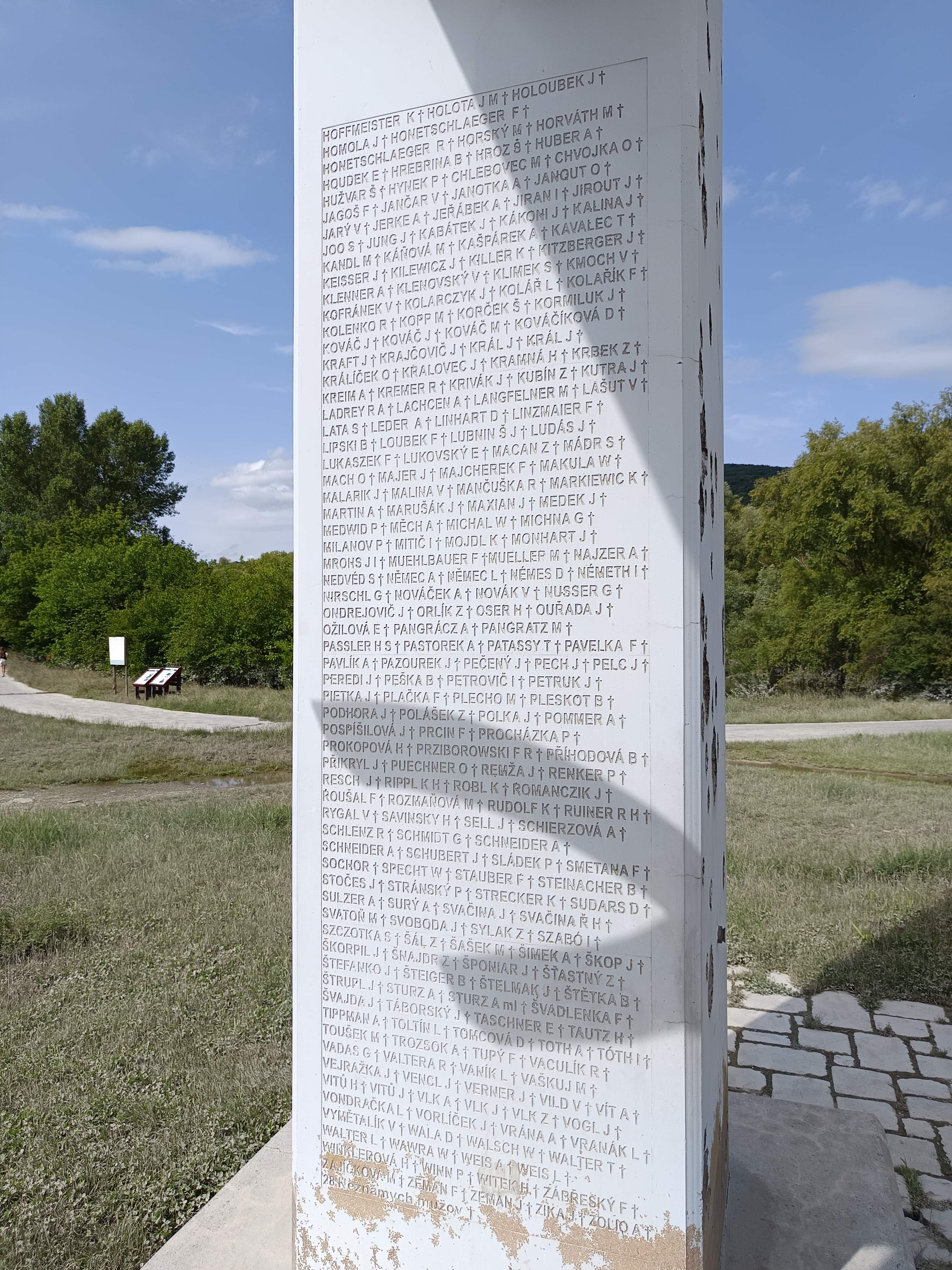
Nápisy na památníku
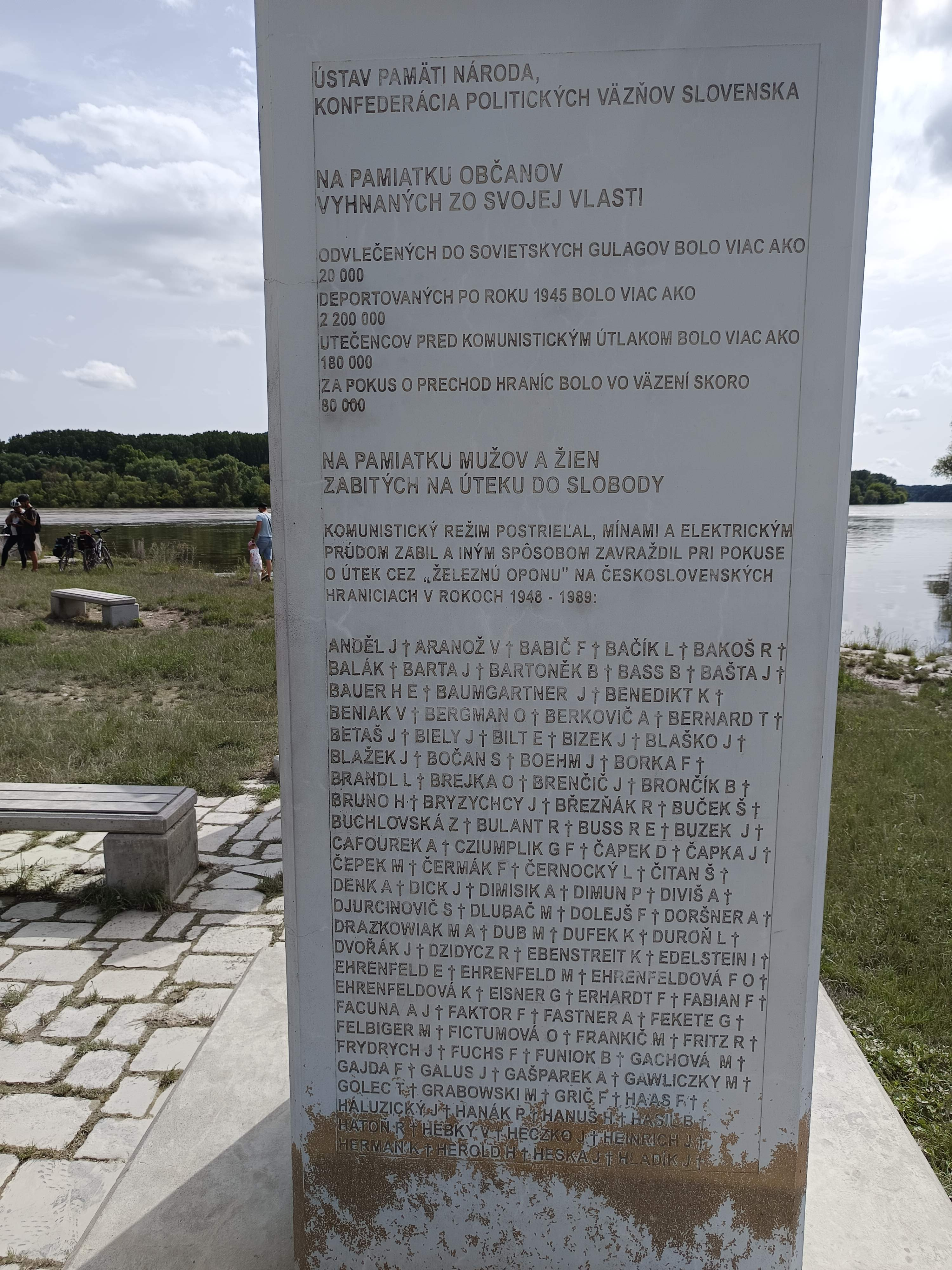
Nápisy na památníku